# Flomaster
Flomasteri ili markeri vrsta su tintanih olovaka. Spadaju u crtačku tehniku tinte. Proizvode se u različitim bojama i različitim debljinama. Naziv je nastao prema američkoj tvrtki Flo-Master iz druge polovice 20. stoljeća.
Za razliku od ugljena i olovke, flomaster uvijek ostavlja trag iste debljine, bez obzira na jačinu pritiska. Podloga za flomaster je gladak papir.